# Тиана (Каппадокия)
Ти́ана (др.-греч. Τύανα) — город в южной Каппадокии, в настоящее время на месте города — посёлок Кемерхисар (англ. Kemerhisar), район Бор, ил Нигде, Турции.
Город был построен, по преданию, Семирамидой и хорошо укреплен; находился на берегу большой реки, которая никогда не выступала из берегов. Особенно важно было для благоденствия города положение его близ Киликийских Ворот, в той местности Тавра, где был самый удобный переход из Киликии в Каппадокию. Язычество было очень сильно в Тиане; здесь в первый век христианства жил известный философ и совершитель чудес Аполлоний Тианский. Позже христианство проникло в Тиану; в Великое гонение многие из христиан Тианы пострадали за Христа. При императоре Валенте в 367 или в 368 году в Тиане был собор, высказавшийся против арианского учения. Разделив Каппадокию на две части, Валент сделал Тиану митрополией второй Каппадокии.